# Sèrra Longa
La Sèrra Longa és una serra situada al municipis de Les a la comarca de la Vall d'Aran i França, amb una elevació màxima de 1.979 metres.